# Almoineria Apostòlica
L'Almoineria Apostòlica (en llatí: Eleemosynaria Apostolica) és una institució relacionada amb la Santa Seu, definida per l'article 193 de la constitució apostòlica Pastor Bonus i exerceix en nom del Papa, l'assistència als pobres i està subjecta directament a ell.

## Història
L'origen de l'Almoineria es remunta als primers segles de l'Església, quan els diaques i familiars del Papa eren els responsables de la distribució d'almoines. Un butlla d'Innocenci III cita l'almoiner com una posició existent, mentre que la capellania apostòlica s'erigeix formalment per Gregori X en segle xiii.
Després del pontificat de Lleó XIII l'almoiner també és responsable de concedir les benediccions apostòliques en pergamí mitjançant l'autenticació de la signatura. Totes les ofertes rebudes pels documents de benedicció es deleguen en la caritat del Papa, gestionats per l'almoiner.

## Competències
L'Almoineria té la tasca d'estendre les benediccions apostòliques en nom de Papa, amb motiu d'esdeveniments especials que poden afectar les ordres sagrades jubileus sacerdotals, casaments ianiversaris de les associacions catòliques. S'envien generalment a través de pergamins o diplomes arran d'una sol·licitud per escrit. Amb els ingressos, juntament amb altres ofertes, s'assignen fons reservats a les donacions modestes destinades a casos individuals d'indigència reportats per les diferents diòcesis.

## Cronologia d'almoiners
- Arquebisbe Frédéric-François-Xavier Ghislain de Mérode (10 de juliol de 1866 - 11 de juliol de 1874)
- Arquebisbe Augusto Silj (22 de desembre de 1906 - 6 de desembre de 1916 nomenat vicecamarleng de la Cambra Apostòlica)
- Arquebisbe Giovanni Battista Nasalli Rocca di Corneliano (6 de desembre de 1916 - 21 de novembre de 1921 nomenat Arquebisbe de Bolònia)
- Arquebisbe Carlo Cremonesi (29 de desembre de 1921 - 16 de desembre de 1935 creat cardenal)
- Arquebisbe Giuseppe Migone (19 de desembre de 1935 – 1 de gener de 1951)
- Arquebisbe Diego Venini (12 de gener de 1951 - 16 de desembre de 1968)
- Arquebisbe Antonio Maria Travia (16 de desembre de 1968 - 23 de desembre de 1989)
- Arquebisbe Oscar Rizzato (23 de desembre de 1989 - 28 de juliol de 2007)
- Arquebisbe Félix del Blanco Prieto (28 de juliol de 2007 - 3 de novembre de 2012)
- Arquebisbe Guido Pozzo (3 de novembre de 2012 - 3 d'agost de 2013 nomenat secretari de la Comissió Pontifícia Ecclesia Dei)
- Arquebisbe Konrad Krajewski, des del 3 d'agost de 2013